# Edward Irving

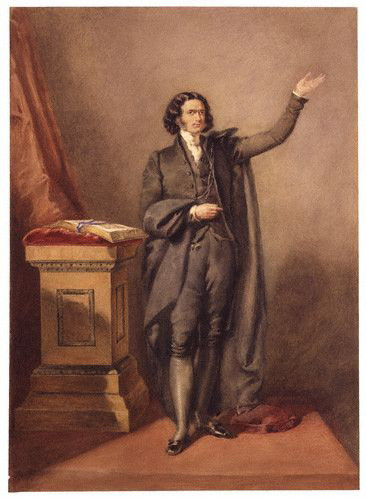
Edward Irving

Edward Irving (ur. 4 sierpnia 1792, zm. 7 grudnia 1834 w Edynburgu) – szkocki duchowny, wizjoner i mistyk uważany za prekursora ruchów charyzmatycznych. Założyciel irwingianizmu, ruchu religijnego, który wyodrębnił się w XIX wieku z Kościoła Szkocji.